# Шаль, Мишель
Мише́ль Шаль (фр. Michel Chasles; 15 ноября 1793, Эпернон, Эр и Луар, Франция — 18 декабря 1880, Париж) — французский математик (геометр) и историк математики, признанный лидер французской геометрической школы середины XIX века. Член Парижской Академии наук с 1851 года, иностранный член многих других Академий наук, в том числе Петербургской (с 1861 года). Лауреат медали Копли (1865).

## Биография
Родился 15 ноября 1793 года, Эперноне, близ Парижа. По окончании курса лицея, поступил в 1812 году в парижскую Политехническую школу. Здесь большое впечатление на него произвели лекции Пуассона. Уже во время пребывания в Политехнической школе он написал несколько самостоятельных работ по геометрии, которые были напечатаны в 1812—1815 годах. По окончании курса Политехнической школы (1814) Шаль был призван в наполеоновскую армию и участвовал в обороне Парижа от союзных войск. После войны, вполне обеспеченный материально, он удалился к своей матери в Шартр и там в течение многих лет предавался занятиям геометрией.
В 1841 году Шаль, уже завоевавший своими публикациями прочную научную репутацию, был приглашён преподавать в парижскую Политехническую школу. В 1846 году он перешёл на специально для него основанную кафедру высшей геометрии в Сорбонне.
Репутация Шаля в области истории математики была подорвана неприятным скандалом, получившим чрезвычайно большую огласку. В 1867-1869 годах Шаль представил в Парижскую академию наук, с полной уверенностью в подлинности, целое собрание найденных будто бы писем Галилея, Паскаля, Ньютона и других известных личностей, включая даже письма Александра Македонского к Аристотелю и Клеопатры к Цезарю. Как оказалось, все эти документы были фальшивками, которые за огромную сумму продал Шалю мошенник Дени Врен-Люка, выдав за переводы с подлинников. Этот эпизод отражён в романе А.Доде «Бессмертный».

## Научная деятельность
Первые работы Шаля касались различных вопросов геометрии, анализа и истории математики. В 1830 году он обратил на себя внимание фундаментальной работой «Исторический обзор происхождения и развития методов геометрии».
На предложенный Брюссельской академией вопрос о «философском исследовании различных употребляемых в новой геометрии методов, и в особенности метода взаимных поляр», Шаль представил в январе 1830 года сочинение: «Mémoire de Géométrie sur deux principes généraux de la science, la dualité et l’homographie», которое и было увенчано премией, но напечатано только в 1837 году, в IX томе «Mémoires couronnes par l’Académie de Bruxelles», в значительно дополненном виде, под заглавием «Исторический обзор происхождения и развития геометрических методов» (Aperçu historique sur l’origine et le développement des méthodes en Géométrie, particulièrement de celles qui se rapportent à la Géométrie moderne, suivi d’un Mémoire de géométrie sur deux principes généraux de la science, la dualité et l’homographie). Жозеф Бертран находил, что оно «есть наиболее учёное, наиболее глубокое и наиболее оригинальное из сочинений, проявлявшихся когда-либо по истории математики».
Его работа «Les trois livres de porismes d’Euclide, rétablis pour la première fois, d’après la notice et les lemmes de Pappus, et conformément au sentiment de B. Simson sur la forme des énoncés de ces propositions» (Париж, 1860) была отмечена в 1865 году медалью Копли. В ней делается хорошо аргументированная попытка восстановления утраченного сочинения Евклида о поризмах.
Главным предметом учёной деятельности Шаля была, однако, не история математики, а проективная геометрия, в те годы часто называвшаяся «синтетической геометрией». Она же составляла и главный предмет тридцатилетней преподавательской деятельности Шаля в Сорбонне, начиная с 1846 года. Ведя свой курс на этой кафедре, Шаль составил пособие «Traité de géométrie supérieure» (Париж, 1852; 2-е изд., Париж, 1880). Предметами этой книги были:
1. основные принципы, теория ангармонического отношения, гомографического деления и инволюции;
2. свойства прямолинейных фигур и приложение предыдущих теорий;
3. системы координат, служащих для определения точек или прямых; гомографические фигуры и общий метод деформации фигуры; соотносительные фигуры и общий метод преобразования фигур в другие различного рода;
4. круги.

Продолжением этого сочинения было «Traité des sections coniques…» (часть 1, Париж, 1865).
В области прикладной математики специальным предметом занятий Шаля была механика. Его работы о перемещениях фигур и твёрдых тел положили начало кинематической геометрии. Шаль обобщил теорему Коши о перемещении фигуры в плоскости, предложил новый метод построения мгновенных центров вращения. Ему принадлежат классические понятия фокуса плоскости и сопряжённых прямых. Созданная им знаменитая теория характеристик стала основой новой математической дисциплины: исчислительной геометрии.
В механике главным предметом занятий Шаля было учение о притяжении с приложениями к математической физике. В одном из мемуаров содержится изложение сделанного им распространения предложений, относящихся к притяжению эллипсоидов на случай, когда притягивающее материальное тело имеет какую-нибудь форму. Предложение, выражающее это распространение, имеет большую важность не только для учения о притяжении, но и для теорий теплоты и электричества.
Известный французский математик Буке в своей речи, произнесенной над гробом Шаль от лица парижской академии наук, сказал: «Шаль был честью французской математики. Своими геометрическими работами он занял одно из первостепенных мест в среде учёных Европы, а в великих успехах развитии геометрии в наше время на его открытия приходится самая важная доля».
Его учеником был Г.Дарбу.

## Награды и отличия
- Член-корреспондент Брюссельской Академии наук (1830).
- Почётный член Лондонского королевского общества.
- Член-корреспондент Парижской Академии наук (1839), действительный член: с 1851 года.
- Иностранный член-корреспондент Петербургской Академии наук (1861); позднее он был избран её почетным членом..
- Медаль Копли за реконструкцию утерянного труда Евклида (1865).

Кроме того, Шаль был действительным членом множества академий: берлинской, туринской, неаполитанской, римской dei Lincei, болонской и стокгольмской, ломбардского института в Милане и многих других европейских и американских учёных обществ.
Его имя внесено в список 72 величайших учёных Франции, помещённый на первом этаже Эйфелевой башни.

## Труды
Первые публикации:
- «Quelques propriétés du triangle, de l’angle trièdre et du tétraèdre, considérés par rapport aux lignes et aux surfaces du second degré» («Annales de mathématiques de M. Gergonne», т. XIX, 1828-29).
- «Premier mémoire sur la transformation des relations métriques des figures» («Correspondance mathématique et physique de M. Quetelet», т. V, 1829).
- «Second mémoire sur la transformation parabolique des relations métriques des figures» (там же, VI, 1837).
- «Mémoire de géométrie pure sur les systèmes de forces, et les systèmes d’aires planes, et sur les polygones, les polyèdres…» (там же).

По геометрии:
- «Mémoire de Géométrie sur deux principes généraux de la science, la dualité et l’homographie» («Mémoires couronnes par l’Académie de Bruxelles», 1830, в переработанном виде и под изменённым названием: «Aperçu historique sur l’origine et le développement des méthodes en Géométrie, particulièrement de celles qui se rapportent à la Géométrie moderne, suivi d’un Mémoire de géométrie sur deux principes généraux de la science, la dualité et l’homographie»).
- «Mémoire de géométrie sur les propriétés générales des coniques sphériques» (Брюссель, 1831);
- «Mémoire sur les propriétés générales des cônes de 2-me ordre» (Брюссель, 1830);
- «Analyse entre des propositions de géométrie plane et de géométrie à trois dimensions. Géométrie de la sphère hyperboloïde à une nappe» («Journal de Liouville», I, 1836); «Mémoire sur les lignes conjointes dans les coniques» (там же, III, 1838);
- «Mémoire sur les surfaces engendrées par uno ligne droite, particulièrement sur l’hyperboloïde, le paraboloïde et le cône du second degré» («Correspondance mathématique et physique de Bruxselles», 1839);
- «Construction géométrique des amplitudes, dans les fonctions elliptiques. Propriétés nouvelles des sections coniques» («Comptes rendus de l’Académie des Sciences», XIX, 1844);
- «Nouvelles démonstrations des deux équations relatives aux tangentes communes à deux surfaces du second degré homofocales. Propiétés des lignes géodésiques et des lignes de courbure de ces surfaces» (там же, XXII, 1846);
- «Traité de géométrie supérieure» (Париж, 1852).
- «Traité des sections coniques…» (часть 1, Париж, 1865).
- «Propriétés des courbes de quatrième ordre. Développement des conséquences du théorème général concernant la description de ces courbes au moyen de deux faisceaux de coniques» (там же, XXXVII); «Propriétés des courbes à double courbure du troisième ordre» (там же, XLV, 1857);
- «Sur les courbes planes et à double courbure dont les points se peuvent déterminer individuellement. Application du principe de correspondance dans la théorie de ces courbes» (там же, LXII, 1866);
- «Sur les courbes à points multiples, dont tous les points se peuvent déterminer individuellement. Procedé général de démonstration des propriété de ces courbes» (там же);
- «Théorèmes relatifs à des courbes d’ordre et de classe quelconques, dans lesquels on considère des couples de segments rectilignes ayant un produit constant» (там же, LXXXlI, 1876);
- «Mémoire de géométrie sur la construction des normales à plusierus courbes mécaniques» («Bulletin de la société mathématique de France», VI, 1878).

По истории математики (в основном геометрии) и астрономии:
- «Sur le passage du premier livre de la géométrie de Boèce, relatif à un nouveau système de numération» (Брюссель, 1836);
- «Mémoire sur le géométrie des Indous» (Брюссель, 1836);
- «Explication de l’abacus de Boèce etc.» («Comptes rendus des séances de l’Acad. des Sc.», П., IV, 1837);
- «Sur l’origine de notre système de numération» (там же, VIII, 1839);
- «Catalogue d’apparition d’etoiles filantes pendant six siècles de 538 à 1223» (там же, XI I, 1841);
- «Sur l'époque ou à été introduite en Europe l’algèbre» (там же, XIII);
- «Recherches sur l’astronomie indienne» (там же, XXIII, 1846);
- «Construction des racines des equations, du troisième et du quatrième degré donnée par Descartes dans sa „Geometrie“» (там же, XLI);
- «Les trois livres de porismes d’Euclide, rétablis pour la première fois, d’après la notice et les lemmes de Pappus, et conformément au sentiment de B. Simson sur la forme des énoncés de ces propositions» (Париж, 1860) — эта работа, как указано выше, была отмечена в 1865 году медалью Копли.
- «Histoire des mathém. chezies Arabes» (там же, LX, 1865);
- «Note historique sur l'établissement des Académie» (там же, LXV).

Геометрическая кинематика:
- «Propriétés géométriques relatives au mouvement infiniment petit d’un corps solide libre dans l’espace» («Comptes rendus», 1843);
- «Propriétés relatives au déplacement fini quelconque dans l’espace d’une figure de forme invariable» («Comptes rendus», LI и LII, 1860-61);
- «Théorèmes généraux sur le déplacement d’une figure plane sur son plan» (там же, LXXX, 1875) и другие.

Теория характеристик:
- «Relation entre les deux caractéristiques d’un système de courbes d’ordre quelconque» (там же, LXII, 1866);
- «Théorie générale des systèmes de surfaces du second ordre satisfaisant à huit conditions. Caractéristiques des systèmes élémentaires» (там же, LXII, 1866),
- «Sur la théorie des caractéristigues» («Bulletin de l’Académie de Belgique», 2, XLI V, 1877).

Небесная механика:
- «Enoncé de deux théorèmes généraux sur l’attraction des corps et la théorie de la chaleur» («Comptes rendus», 1839);
- «Nouvelle solution du problème de l’attraction d’un ellipsoïde hétérogène sur un point extérieur» («Journal de Liouville», V, 1840);
- «Mémoire sur l’attraction des ellipsoïdes, solution synthétique pour le cas général d’un ellipsoïde hétérogène et d’un point extérieur» (П., 1847).